# Oude Kerk van het Oosten
De Oude Kerk van het Oosten (Syrisch: ܥܕܬܐ ܥܬܝܩܬܐ ܕܡܕܢܚܐ,  'Idta 'atiqta dmadenkha; Arabisch: كنيسة المشرق القديمة, Kanisa al-masjraq al-qadima) is een autocefale niet-chalcedonische kerk. Zij volgt de vroegchristelijke traditie van het nestorianisme. De geschiedenis van de kerk gaat terug tot het bisdom van Seleucia-Ctesiphon. De kerk gebruikt de Chaldeeuwse liturgie en als liturgische taal het Syrisch.

## Geschiedenis
De Oude Kerk van het Oosten is gesticht in 1968 door Thoma Darmo, nadat zij zich in 1964 had afgescheiden van de Assyrische Kerk van het Oosten. Aanleiding voor het schisma was dat de Assyrische Kerk over ging op het gebruik van de gregoriaanse kalender. Zij die dit weigerden en trouw wilden blijven aan het gebruik van het traditionele juliaanse kalender, die 13 dagen achter loopt op de gregoriaanse kalender, vormden een oppositie tegen de Assyrische Kerk. Het gevolg was dat er een nieuwe kerkgemeenschap ontstond in Bagdad.
De nieuw gevormde kerkgemeenschap koos Thoma Darmo, haar oprichter, als haar katholikos-patriarch, terwijl Shimon XXIII de officiële kerkleider van de Assyrische Kerk bleef. Na Darmo's dood in 1969, volgde Addai II hem in februari 1970 op als katholikos van de Oude Kerk van het Oosten. Na diens overlijden op 11 februari 2022 werd in juni 2022 Mar Yakoob III Danil tot patriarch gekozen. 
Mar Yakoob III Danil trad af in augustus 2022. Door de synode van de kerk werd op 12 november 2022 Mar Gewargis III Younan als opvolger gekozen. Zijn intronisatie vond plaats op 9 juni 2023. 

## Organisatie
De kerk is verdeeld in verschillende metropoliën en bisdommen::
- Patriarchaal Aartsbisdom van Bagdad
- Aartsbisdom van Kirkoek
- Aartsbisdom van Niniveh (Mosoel)
- Aartsbisdom van Syrië en Libanon
- Aartsbisdom van Europa (Mainz)
- Bisdom van de Verenigde Staten en Canada (Chicago)
- Bisdom van Californië (Modesto)
- Bisdom van Australië en Nieuw-Zeeland